# Зона-да-Мата-Параибана (мезорегион)

Зона-да-Мата-Параибана на карте.

Зона-да-Мата-Параибана (порт. Mesorregião da Zona da Mata Paraibana) — административно-статистический мезорегион в Бразилии, входит в штат Параиба. Население составляет 1 391 808 человек (на 2010 год). Площадь — 5231,982 км². Плотность населения — 266,02 чел./км².

## Демография
Согласно сведениям, собранным в ходе переписи 2010 г. Национальным институтом географии и статистики (IBGE), население мезорегиона составляет:
| Полное население                            | Полное население                            | Полное население                            | Полное население                            | 1 391 808 |
| ------------------------------------------- | ------------------------------------------- | ------------------------------------------- | ------------------------------------------- | --------- |
| в том числе:                                | Городское население                         | 1 236 592                                   | Процент городского населения, %             | 88,85     |
|                                             | Сельское население                          | 155 216                                     | Процент сельского населения, %              | 11,15     |
|                                             | Мужское население                           | 665 138                                     | Процент мужского населения, %               | 47,79     |
|                                             | Женское население                           | 726 670                                     | Процент женского населения, %               | 52,21     |
| Плотность населения, чел/км²                | Плотность населения, чел/км²                | Плотность населения, чел/км²                | Плотность населения, чел/км²                | 266,02    |
| Население мезорегиона в % к населению штата | Население мезорегиона в % к населению штата | Население мезорегиона в % к населению штата | Население мезорегиона в % к населению штата | 36,95     |

## Статистика
- Валовой внутренний продукт на 2003 год составляет 7 430 159 786,00 реалов (данные: Бразильский институт географии и статистики).
- Валовой внутренний продукт на душу населения на 2003 год составляет 5890,21 реалов (данные: Бразильский институт географии и статистики).
- Индекс развития человеческого потенциала на 2000 год составляет 0,703 (данные: Программа развития ООН).

## Состав мезорегиона
В мезорегион входят следующие микрорегионы:
1. Жуан-Пессоа
2. Сапе
3. Литорал-Норти
4. Литорал-Сул